# Wladimir Makogonow
Wladimir Andrejewitsch Makogonow (russisch Владимир Андреевич Макогонов; * 27. August 1904; † 2. Januar 1993) war ein sowjetischer Schachspieler, der aus Aserbaidschan stammte.

## Leben
Makogonow wurde in der aserbaidschanischen Exklave Nachitschewan geboren, verbrachte aber die meiste Zeit seines Lebens in Baku. Im Jahr 1950 wurde er Internationaler Meister. 1987 wurde ihm von der FIDE der Titel eines Ehren-Großmeisters verliehen.
Makogonow erreichte außerhalb der Sowjetunion keinen großen Bekanntheitsgrad, wurde aber in seiner Heimat als Spieler und Trainer hochgeschätzt. Zwischen 1947 und 1952 gewann er fünfmal die aserbaidschanischen Schachmeisterschaften.
Seine besten Platzierungen in den sowjetischen Meisterschaften waren zwei vierte Plätze 1937 und 1939.
Seine besten Turnierergebnisse umfassten:
- 3. Platz Leningrad-Moskau 1939 hinter Salo Flohr und Samuel Reshevsky
- 2. Platz Swerdlowsk 1943 hinter Michail Botwinnik

Als Spieler war Makogonow für seinen positionellen Stil bekannt. Er leistete einige Beiträge zur Theorie der Schacheröffnungen.
Nach ihm sind folgende Varianten benannt:
- die Makogonow-Variante der Königsindischen Verteidigung:

1. d2–d4 Sg8–f6 2. c2–c4 g7–g6 3. Sb1–c3 Lf8–g7 4. e2–e4 d7–d6 5. h2–h3
- die Makogonow-Variante der Grünfeld-Indischen Verteidigung:

1. d2–d4 Sg8–f6 2. c2–c4 g7–g6 3. Sb1–c3 d7–d5 4. Sg1–f3 Lf8–g7 5. e2–e3 0–0 6. b2–b4
- das Tartakower-Makogonov-Bondarewski-System (kurz TMB-System) als Weiterentwicklung der Tartakower-Verteidigung im Abgelehnten Damengambit.

Seine Wettkampfphase beendete er in den 1950er Jahren; danach war er noch erfolgreich als Schachtrainer tätig. So trainierte er Wassili Smyslow in der Vorbereitungsphase für den Schachweltmeisterschaftskampf 1957 gegen Michail Botwinnik, in dem Smyslow den Weltmeistertitel eroberte. Außerdem trainierte er Wladimir Bagirow, Genrik Tschepukaitis und schließlich den jungen Garri Kasparow.
Sein Bruder Michail Makogonow (1900–1943) war ebenfalls ein sowjetischer Schachmeister.